# Імпрунета
Імпрунета (італ. Impruneta) — муніципалітет в Італії, у регіоні Тоскана,  метрополійне місто Флоренція.
Імпрунета розташована на відстані близько 230 км на північний захід від Рима, 11 км на південь від Флоренції.
Населення — 14 611 осіб (2014).
Щорічний фестиваль відбувається 18 жовтня. Покровитель — San Luca Evangelista.

## Демографія
Населення за роками:

Станом на 1 січня 2023 року в муніципалітеті офіційно проживало 1476 іноземців з 80 країн, серед них 392 громадяни країн Євросоюзу та 52 громадяни України.

## Сусідні муніципалітети
- Баньйо-а-Риполі
- Флоренція
- Греве-ін-К'янті
- Сан-Кашіано-ін-Валь-ді-Пеза
- Скандіччі